# دنی باندوچی
دَنی بانِـدوچی (انگلیسی: Danny Bonaduce؛ ‏‎/ˈbɒnəˈduːtʃiː/‎؛ زادهٔ ۱۳ اوت ۱۹۵۹) بازیگر و مجری رادیو و تلویزیون اهل ایالات متحده آمریکا است. وی از سال ۱۹۶۹ میلادی تاکنون مشغول فعالیت بوده‌است. او کمربند سیاه کاراته دارد.
از فیلم‌ها یا برنامه‌های تلویزیونی که وی در آن نقش داشته است، می‌توان به تار شارلوت، افسونگر و خانواده پارتریج اشاره کرد.